# Jan Andrykiewicz
Jan Tadeusz Andrykiewicz (ur. 14 czerwca 1953 w Zielonej Górze) – polski polityk, rolnik, poseł na Sejm II kadencji.

## Życiorys
W 1977 ukończył studia na Wydziale Humanistycznym Wyższej Szkoły Pedagogicznej w Zielonej Górze, następnie uzyskał stopień doktora nauk humanistycznych. Był posłem II kadencji wybranym w okręgu zielonogórskim z listy Polskiego Stronnictwa Ludowego. Do 2006 zasiadał w radzie nadzorczej Radia Zachód. Zawodowo związany z Uniwersytetem Zielonogórskim. Wybierany do władz krajowych PSL.
Po 1997 kandydował bez powodzenia w różnych wyborach z list PSL do Sejmu (w wyborach parlamentarnych w 2001, 2005 oraz w przedterminowych wyborach w 2007), do Parlamentu Europejskiego w wyborach w 2004, a także wielokrotnie do sejmiku lubuskiego.
W 1998 otrzymał Krzyż Kawalerski Orderu Odrodzenia Polski.